# ダクノン省
ダクノン省（ダクノンしょう、ベトナム語：Tỉnh Đắk Nông / Tỉnh Đắc Nông  発音）は、ベトナムのかつての省（地方自治体）。省都はザーギア（ベトナム語：Thành phố Gia Nghĩa）。地名は東ムノン語で「ムノン湖」、「ムノンの水」を意味する"dak mnong"に由来。

## 地理
中部高原に位置し、北はカンボジア（モンドルキリ州）に、東はダクラク省に、南はラムドン省に、西はビンフオック省に接している。
ボーキサイトを豊富に産出する。
2億年前から1.65億年前頃のゴンドワナ大陸時代の地理的特徴を残しており、数万年前頃の火山活動によるクレーターや滝、アジア有数の洞穴などがある。その地形的形態と土壌や気候的な特徴、生物多様性と生態系の豊かさもあり、ダクノンには古くからムノン族、マ族、エデ族などの先住民族が居住しており、40以上の民族による文化多様性も豊かとの理由で、2020年にユネスコ世界ジオパークに認定された。

## 歴史
2004年にダクラク省から南部6県が分割されて成立した。
2025年、ビントゥアン省と共にラムドン省に統合された。

## 行政区画
1市7県で構成される。
- ザーギア市（Gia Nghĩa/嘉義）
- クージュト県（Cư Jút）
- ダクグロン県（Đăk Glong）
- ダクミル県（Đăk Mil）
- ダクルラップ県（Đăk R'lâp）
- ダクソン県（Đăk Song）
- クロンノー県（Krông Nô）
- トゥイドゥク県（Tuy Đức / 綏德）

## 住民

### 民族
キン族, エデ族, ヌン族, モン族, タイー族。